# Dactylolabis transversa
Dactylolabis transversa là một loài ruồi trong họ Limoniidae. Chúng phân bố ở miền Cổ bắc.